# Sportjahr 2018
Liste der Sportjahre

◄◄ | ◄ | 2014 | 2015 | 2016 | 2017 | Sportjahr 2018 | 2019 | 2020 | 2021 | 2022 | ►

Weitere Ereignisse · Olympische Winterspiele

## Großveranstaltungen
- 9.–25. Februar: XXIII. Olympische Winterspiele in Pyeongchang in Südkorea
- 2.–12. August: European Championships in Glasgow und Berlin

## American Football
- 4. Februar: Die Philadelphia Eagles gewinnen Super Bowl LII in Minneapolis, Minnesota, gegen die New England Patriots mit 41:33.
- 9. Juni: Titelverteidiger New Yorker Lions gewinnt mit 20:19 gegen Frankfurt Universe den Eurobowl XXXII.
- 21. Juli: Die Swarco Raiders Tirol gewinnen Austrian Bowl XXXIV gegen die Dacia Vienna Vikings mit 51:48.
- 13. Oktober: Die Schwäbisch Hall Unicorns gewinnen German Bowl XL im Friedrich-Ludwig-Jahn-Sportpark, Berlin, gegen Frankfurt Universe mit 21:19.

## Badminton
Höhepunkte des Badmintonjahres 2018 waren der Uber Cup 2018, der Thomas Cup 2018 und die Weltmeisterschaften. Bei Multisportveranstaltungen stand Badminton bei den Commonwealth Games, den Olympischen Jugend-Sommerspielen, den Südamerikaspielen, den African Youth Games, den European Universities Games, den Zentralamerika- und Karibikspielen und den Asienspielen im Programm.

### BWF World Tour 1000, 750 und 500
| Veranstaltung           | Report            | Herreneinzel      | Dameneinzel       | Herrendoppel                                   | Damendoppel                             | Mixed                                    |
| World Tour Finals       | World Tour Finals | World Tour Finals | World Tour Finals | World Tour Finals                              | World Tour Finals                       | World Tour Finals                        |
| ----------------------- | ----------------- | ----------------- | ----------------- | ---------------------------------------------- | --------------------------------------- | ---------------------------------------- |
| BWF Super Series Finals | Report            | Shi Yuqi          | P. V. Sindhu      | Li Junhui Liu Yuchen                           | Misaki Matsutomo Ayaka Takahashi        | Wang Yilu Huang Dongping                 |
| Super 1000              |                   |                   |                   |                                                |                                         |                                          |
| All England             | Report            | Shi Yuqi          | Tai Tzu-ying      | Markus Fernaldi Gideon Kevin Sanjaya Sukamuljo | Kamilla Rytter Juhl Christinna Pedersen | Yuta Watanabe Arisa Higashino            |
| Indonesia Open          | Report            | Kento Momota      | Tai Tzu-ying      | Markus Fernaldi Gideon Kevin Sanjaya Sukamuljo | Yuki Fukushima Sayaka Hirota            | Tontowi Ahmad Liliyana Natsir            |
| China Open              | Report            | Anthony Ginting   | Carolina Marín    | Kim Astrup Anders Skaarup Rasmussen            | Misaki Matsutomo Ayaka Takahashi        | Zheng Siwei Huang Yaqiong                |
| Super 750               |                   |                   |                   |                                                |                                         |                                          |
| Malaysia Open           | Report            | Lee Chong Wei     | Tai Tzu-ying      | Takeshi Kamura Keigo Sonoda                    | Misaki Matsutomo Ayaka Takahashi        | Zheng Siwei Huang Yaqiong                |
| Japan Open              | Report            | Kento Momota      | Carolina Marín    | Markus Fernaldi Gideon Kevin Sanjaya Sukamuljo | Yuki Fukushima Sayaka Hirota            | Zheng Siwei Huang Yaqiong                |
| Denmark Open            | Report            | Kento Momota      | Tai Tzu-ying      | Markus Fernaldi Gideon Kevin Sanjaya Sukamuljo | Yuki Fukushima Sayaka Hirota            | Zheng Siwei Huang Yaqiong                |
| French Open             | Report            | Chen Long         | Akane Yamaguchi   | Han Chengkai Zhou Haodong                      | Mayu Matsumoto Wakana Nagahara          | Zheng Siwei Huang Yaqiong                |
| Fuzhou China Open       | Report            | Kento Momota      | Chen Yufei        | Markus Fernaldi Gideon Kevin Sanjaya Sukamuljo | Lee So-hee Shin Seung-chan              | Zheng Siwei Huang Yaqiong                |
| Super 500               |                   |                   |                   |                                                |                                         |                                          |
| Malaysia Masters        | Report            | Viktor Axelsen    | Ratchanok Intanon | Fajar Alfian Muhammad Rian Ardianto            | Kamilla Rytter Juhl Christinna Pedersen | Tang Chun Man Tse Ying Suet              |
| Indonesian Masters      | Report            | Anthony Ginting   | Tai Tzu-ying      | Markus Fernaldi Gideon Kevin Sanjaya Sukamuljo | Misaki Matsutomo Ayaka Takahashi        | Zheng Siwei Huang Yaqiong                |
| India Open              | Report            | Shi Yuqi          | Zhang Beiwen      | Markus Fernaldi Gideon Kevin Sanjaya Sukamuljo | Greysia Polii Apriyani Rahayu           | Mathias Christiansen Christinna Pedersen |
| Thailand Open           | Report            | Kanta Tsuneyama   | Nozomi Okuhara    | Takeshi Kamura Keigo Sonoda                    | Greysia Polii Apriyani Rahayu           | Hafiz Faizal Gloria Emanuelle Widjaja    |
| Singapore Open          | Report            | Chou Tien-chen    | Sayaka Takahashi  | Mohammad Ahsan Hendra Setiawan                 | Ayako Sakuramoto Yukiko Takahata        | Goh Soon Huat Shevon Jemie Lai           |
| Korea Open              | Report            | Chou Tien-chen    | Nozomi Okuhara    | Hiroyuki Endo Yuta Watanabe                    | Misaki Matsutomo Ayaka Takahashi        | He Jiting Du Yue                         |
| Hong Kong Open          | Report            | Son Wan-ho        | Nozomi Okuhara    | Markus Fernaldi Gideon Kevin Sanjaya Sukamuljo | Yuki Fukushima Sayaka Hirota            | Yuta Watanabe Arisa Higashino            |

## Fußball

### Fußball-Weltmeisterschaft
Vom 14. Juni bis 15. Juli wurde die 21. Fußball-Weltmeisterschaft in Russland ausgetragen.

### Nationale Meisterschaften
- Brasilien: Sieger der der Saison 2018 der Campeonato Brasileiro Série A wird Palmeiras. Torschützenkönig mit 18 Toren wird Gabriel Barbosa (FC Santos, Brasilien).
- Deutschland: FC Bayern München wird in der Saison 2017/18 Deutscher Meister vor FC Schalke 04. Torschützenkönig mit 29 Toren wird Robert Lewandowski (FC Bayern München, Polen).
- Deutschland (Frauen): VfL Wolfsburg wird in der Saison 2017/18 Deutscher Meister der Frauen vor FC Bayern München. Torschützenkönigin mit 17 Toren wird Pernille Harder (VfL Wolfsburg, Dänemark).
- England: Sieger der Premier-League-Saison 2017/18 wird Manchester City. Vizemeister wird Manchester United. Torschützenkönig mit 32 Toren wird Mohamed Salah (FC Liverpool, Ägypten).
- England (Frauen): Sieger der FA Women’s Super League 2017/18 wird Chelsea FC Women vor Manchester City W.F.C. Torschützenkönigin mit 15 Toren wird Ellen White (Birmingham City LFC, England).
- Frankreich: Meister der französischen Division 1 wird Paris Saint-Germain. Torschützenkönig mit 33 Toren wird Edinson Cavani (Paris Saint-Germain, Uruguay).
- Frankreich (Frauen): Meister der französischen Division 1 Féminine wird Olympique Lyon vor Paris Saint-Germain. Torschützenkönigin mit 22 Toren wird Ada Hegerberg (Olympique Lyon, Norwegen).
- Italien: Sieger der Serie-A-Saison 2017/18 wird Juventus Turin. Vizemeister wird SSC Neapel. Torschützenkönige mit 29 Toren werden Mauro Icardi (Inter Mailand, Argentinien) und Ciro Immobile (Lazio Rom, Italien).
- Österreich: FC Red Bull Salzburg wird österreichischer Fußballmeister.
- Polen: Sieger der Ekstraklasa-Saison 2017/18 wird Legia Warschau. Torschützenkönig mit 24 Toren wird Carlitos (Wisła Krakau, Spanien).
- Portugal: FC Porto gewinnt die Meisterschaft vor Titelverteidiger Benfica Lissabon. Torschützenkönig mit 34 Toren wird Jonas (Benfica Lissabon, Brasilien).
- Schweiz: Die BSC Young Boys werden Sieger der 121. Schweizer Meisterschaft.
- Spanien: Der FC Barcelona sichert sich die spanische Meisterschaft vor Atlético Madrid. Torschützenkönig mit 34 Toren wird Lionel Messi (FC Barcelona, Argentinien).
- Spanien (Frauen): Atlético Madrid wird in der Saison 2017/18 Spanischer Meister der Frauen vor dem FC Barcelona.
- Tschechien: Sieger der HET Liga-Saison 2017/18 wird Viktoria Pilsen vor Slavia Prag. Torschützenkönig mit 16 Toren wird Michael Krmenčík (Viktoria Pilsen, Tschechien).
- USA: Im Finale der Major League Soccer setzte sich Atlanta United gegen die Portland Timbers durch. Torschützenkönig mit 31 Toren wird Josef Martínez (Atlanta United, Venezuela).
- USA (Frauen): Im Finale der National Women’s Soccer League setzten sich die North Carolina Courage gegen die Portland Thorns FC durch. Torschützenkönigin mit 16 Toren wurde Sam Kerr (Chicago Red Stars, Australien).

### Höhepunkte im europäischen Vereinsfußball
- 16. Mai: Finale der UEFA Europa League 2017/18 in Décines-Charpieu (Frankreich)
- 24. Mai: Finale der UEFA Women’s Champions League 2017/18 in Kiew (Ukraine)
- 26. Mai: Finale der UEFA Champions League 2017/18 in Kiew (Ukraine)

## Handball

### Europameisterschaft (Männer)
Vom 12. bis zum 28. Januar fand in Kroatien die Handball-Europameisterschaft der Männer statt. Sieger wurde Spanien.

### Europameisterschaft (Frauen)
Die 13. Handball-Europameisterschaft der Frauen wurde vom 29. November bis zum 16. Dezember 2018 in Frankreich ausgetragen. Im Finale sicherte sich der amtierende Weltmeister Frankreich durch einen umkämpften 24:21-Sieg gegen Olympiasieger Russland zum ersten Mal den Titel des Europameisters.

### Höhepunkte im europäischen Vereinshandball
- 13. Mai: Finale der EHF Champions League der Frauen 2017/18 in Budapest (Ungarn)
- 20. Mai: Finale EHF-Pokal 2017/18 in Magdeburg (Deutschland)
- 27. Mai: Finale der EHF Champions League 2017/18 in Köln (Deutschland)

## Motorsport

### Formel 1
Die 69. Formel-1-Weltmeisterschaft begann am 25. März im australischen Melbourne und endete am 25. November in Abu Dhabi. Weltmeister wurde Lewis Hamilton.

### DTM
Die 32. Saison der Deutsche Tourenwagen-Masters begann am 4. Mai am Hockenheimring.

### Motorrad-Weltmeisterschaft
Die 70. Saison der Motorrad-Weltmeisterschaft, mit den drei Klassen MotoGP, Moto2 und Moto3, begann am 18. März in Katar auf dem Losail International Circuit. Nach geplanten 19 Rennen wird das Saisonfinale am 18. November in Valencia stattfinden.

### Superbike-Weltmeisterschaft
Am 24. Februar begann die 31. Saison der Superbike-Weltmeisterschaft in Australien auf dem Phillip Island Circuit. Geplant sind 13 Veranstaltungen mit je zwei Rennen. Das Saisonfinale wird am 27. Oktober in Katar auf dem Losail International Circuit stattfinden.

## Radsport

### Giro d’Italia
Der 101. Giro d’Italia fand vom 4. bis zum 27. Mai statt und bestand aus insgesamt 21 Etappen über 3.562,9 Kilometer. Das Straßenradrennen startete mit einem Einzelzeitfahren in Jerusalem (Israel) und endete in Rom.

### Tour de France
Die 105. Tour de France findet vom 7. bis 29. Juli hauptsächlich in Frankreich statt, führt aber auch durch Spanien. Die Tour bestand aus 21 Etappen über insgesamt 3.329 Kilometer.

## Pferdesport

### Distanzreiten
- 26. Juli: Die Goldmedaillen bei der Europameisterschaft im Distanzreiten im italienischen Pisa gingen an die Spanierin Raquel Costa Codina auf Tunez Cost und an die spanische Equipe. Beste Schweizerin wurde Kathrin Marthaler mit Okkarina d’Alsace auf Rang 21.[1]

## Skispringen

### Vierschanzentournee
Vom 29. Dezember 2017 bis 6. Januar 2018 fand die 66. Vierschanzentournee statt. Titelverteidiger Kamil Stoch gewann erneut die Tournee, nachdem er bei allen vier Springen siegreich war und damit den Erfolg von Sven Hannawald wiederholte, der 2001/02 als erster Springer alle vier Tourneespringen gewonnen hatte.

### Skiflug-Weltmeisterschaft
Sie fand vom 18. bis 21. Januar 2018 statt. Im Einzel wurde Daniel-André Tande Skiflugweltmeister, beim Teamspringen gewann das norwegische Quartett Gold.

## Tennis

### Grand-Slam-Turniere

#### Australian Open
Die 106. Australian Open fanden vom 15. bis 28. Januar im australischen Melbourne statt. Sieger im Einzel wurden der Schweizer Roger Federer (20. Grand-Slam-Titel) bei den Herren und die Dänin Caroline Wozniacki (1. Grand-Slam-Titel) bei den Damen. Im Herrendoppel gewannen Oliver Marach und Mate Pavić, im Damendoppel Tímea Babos und Kristina Mladenovic und im Mixed Gabriela Dabrowski und Mate Pavić.

#### French Open
Die 117. French Open finden vom 27. Mai bis zum 10. Juni in der französischen Hauptstadt Paris statt.

## Gestorben

### Januar
- 06. Januar: Horace Ashenfelter, US-amerikanischer Leichtathlet (* 1923)
- 10. Januar: Étienne Bally, französischer Leichtathlet, (* 1923)
- 10. Januar: Pierre Grillet, französischer Fußballspieler (* 1932)
- 14. Januar: Dan Gurney, US-amerikanischer Automobilrennfahrer und Konstrukteur (* 1931)
- 16. Januar: Jo Jo White, US-amerikanischer Basketballer (* 1946)
- 18. Januar: Carla Marangoni, italienische Turnerin (* 1915)
- 21. Januar: Robert Chancel, französischer Automobilrennfahrer (* 1924)
- 22. Januar: Jimmy Armfield, britischer Fußballspieler und -trainer (* 1935)
- 30. Januar: Azeglio Vicini, italienischer Fußballspieler und -trainer (* 1933)

### Februar
- 01. Februar: Cliff Bourland, US-amerikanischer Leichtathlet (* 1921)
- 03. Februar: Károly Palotai, ungarischer Fußballspieler (* 1935)
- 07. Februar: Waltraud Kretzschmar, deutsche Handballspielerin (* 1948)
- 09. Februar: István Hevesi, ungarischer Wasserballer (* 1931)
- 09. Februar: Bruno Rossetti, französischer Sportschütze (* 1960)
- 16. Februar: Osvaldo Suárez, argentinischer Leichtathlet (* 1934)
- 19. Februar: Juri Tjukalow, sowjetischer Ruderer (* 1930)
- 19. Februar: Sergei Litwinow, russischer Leichtathlet (* 1958)
- 27. Februar: Quini, spanischer Fußballspieler (* 1949)
- 27. Februar: Jacqueline Vaudecrane, französische Eiskunstläuferin und Eiskunstlauftrainerin (* 1913)

### März
- 01. März: Luigi Taveri, Schweizer Motorradrennfahrer (* 1929)
- 03. März: Roger Bannister, britischer Leichtathlet (* 1929)
- 04. März: Davide Astori, italienischer Fußballspieler (* 1987)
- 09. März: Jung Jae-sung, südkoreanischer Badmintonspieler (* 1982)
- 10. März: Ralf Waldmann, deutscher Motorradrennfahrer (* 1966)
- 14. März: Rubén Galván, argentinischer Fußballspieler (* 1952)
- 16. März: Huang Wenpan, chinesischer Schwimmer (* 1995)
- 20. März: William Smith, US-amerikanischer Ringer (* 1928)
- 20. März: Juri Schatalow, sowjetischer Eishockeyspieler (* 1945)
- 22. März: René Houseman, argentinischer Fußballspieler (* 1953)
- 23. März: John Welchli, US-amerikanischer Ruderer (* 1929)
- 24. März: Arnold Andenmatten, Schweizer Skisportler und -lehrer (* 1922)
- 28. März: Eugeen Van Roosbroeck, belgischer Radrennfahrer (* 1928)
- 30. März: Aureliano Bolognesi, italienischer Boxer (* 1930)

### April
- 01. April: Bob Beattie, US-amerikanischer Alpinskitrainer und Sportkommentator (* 1933)
- 02. April: Claus Heß, deutscher Ruderer (* 1933)
- 04. April: Ray Wilkins, britischer Fußballspieler und -trainer (* 1956)
- 05. April: Branislav Pokrajac, jugoslawischer Handballspieler (* 1947)
- 05. April: Dieter Freise, deutscher Hockeyspieler (* 1945)
- 05. April: Eric Bristow, britischer Dartspieler (* 1957)
- 06. April: Aljaksandr Kurlowitsch, sowjetisch-belarussischer Gewichtheber (* 1961)
- 14. April: Hal Greer, US-amerikanischer Basketballer (* 1936)
- 18. April: Grigori Gamarnik, sowjetischer Ringer (* 1929)
- 18. April: Bruno Sammartino, italienischer Wrestler (* 1935)
- 24. April: Henri Michel, französischer Fußballspieler und -trainer (* 1947)
- Brigitte Ahrenholz, Ruderin aus der DDR (* 1952)

### Mai
- 02. Mai: Bernd Kruse, deutscher Ruderer (* 1940)
- 15. Mai: Ray Wilson, britischer Fußballspieler (* 1934)
- 11. Mai: Wiktor Schamburkin, sowjetischer Sportschütze (* 1931)
- 11. Mai: Bengt Nilsson, schwedischer Leichtathlet (* 1934)
- 15. Mai: Ray Wilson, englischer Fußballspieler (* 1934)
- 17. Mai: Mait Riisman, sowjetisch-estnischer Wasserballer (* 1956)
- 18. Mai: Olaf von Schilling, deutscher Schwimmer (* 1943)
- 20. Mai: Jaroslav Brabec, tschechoslowakischer Leichtathlet (* 1949)
- 21. Mai: Max Cohen-Olivar, marokkanischer Automobilrennfahrer (* 1945)
- 22. Mai: Daniela Samulski, deutsche Schwimmerin (* 1984)
- 23. Mai: László Tábori, US-amerikanisch-ungarischer Leichtathlet (* 1931)
- 23. Mai: Daniel Robin, französischer Ringer (* 1943)
- 24. Mai: Albrecht Müller, deutscher Ruderer (* 1939)
- 26. Mai: Roger Piantoni, französischer Fußballspieler (* 1931)
- 28. Mai: Dick Quax, neuseeländischer Leichtathlet (* 1948)
- 28. Mai: Stevan Horvat, jugoslawischer Ringer (* 1932)

### Juni
- 08. Juni: John McKenzie, kanadischer Eishockeyspieler (* 1937)
- 08. Juni: Maria Bueno, brasilianische Tennisspielerin (* 1939)
- 12. Juni: Zé Carlos, brasilianischer Fußballspieler (* 1945)
- 13. Juni: Charles Vinci, US-amerikanischer Gewichtheber (* 1933)
- 19. Juni: Katriina Elovirta, finnische Fußballschiedsrichterin, -spielerin und Sportfunktionärin (* 1961)
- 19. Juni: Sergio Gonella, italienischer Fußballschiedsrichter (* 1933)
- 23. Juni: Roland Baar, deutscher Ruderer (* 1965)
- 23. Juni: Alberto Fouillioux, chilenischer Fußballspieler (* 1940)
- 26. Juni: Harold Davis, schottischer Fußballspieler und -trainer (* 1933)
- 26. Juni: Jacques Madubost, französischer Leichtathlet (* 1944)
- 28. Juni: Elisha Obed, bahamaischer Boxer (* 1952)
- 29. Juni: Irena Szewińska, polnische Leichtathletin (* 1946)

### Juli
- 01. Juli: Joël Brachet, französischer Automobilrennfahrer (* 1950)
- 07. Juli: William Dunlop, britischer Motorradrennfahrer (* 1985)
- 08. Juli: Frank Vernon Ramsey, US-amerikanischer Basketballspieler (* 1931)
- 09. Juli: Hans Günter Winkler, deutscher Springreiter (* 1926)
- 10. Juli: Kebede Balcha, äthiopischer Leichtathlet (* 1951)
- 10. Juli: Edvin Hodžić, österreichischer Fußballspieler (* 1994)
- 10. Juli: Karl Schmidt, deutscher Fußballspieler (* 1932)
- 11. Juli: Lindy Remigino, US-amerikanischer Leichtathlet (* 1931)
- 15. Juli: Ray Emery, kanadischer Eishockeyspieler (* 1982)
- 15. Juli: Dragutin Šurbek, jugoslawisch-kroatischer Tischtennisspieler (* 1946)
- 18. Juli: Pedro Pérez, kubanischer Leichtathlet (* 1952)
- 22. Juli: Frank Havens, US-amerikanischer Kanute (* 1924)
- 25. Juli: Wachtang Balawadse, sowjetischer Ringer (* 1927)
- 29. Juli: Vibeke Skofterud, norwegische Skilangläuferin (* 1980)
- 31. Juli: Andreas Kappes, deutscher Radrennfahrer (* 1965)

### August
- 02. August: Wiktor Tjumenew, russischer Eishockeyspieler (* 1957)
- 06. August: Craig Fisher, kanadischer Automobilrennfahrer (* 1936)
- 07. August: Gustavo Giagnoni, italienischer Fußballspieler und -trainer (* 1932)
- 08. August: Nicholas Bett, kenianischer Leichtathlet (* 1990)
- 10. August: László Fábián, ungarischer Kanute (* 1936)
- 16. August: Jelena Schuschunowa, russische Turnerin (* 1969)
- 21. August: George Andrie, US-amerikanischer American-Football-Spieler (* 1940)

### September
- 01. September: Irene Brütting, deutsche Leichtathletin (* 1935)
- 02. September: Karla Kienzl, österreichische Rennrodlerin (* 1922)
- 03. September: Klaus Gerwien, deutscher Fußballspieler (* 1940)
- 03. September: Paul Koech, kenianischer Langstreckenläufer (* 1969)
- 04. September: Marijan Beneš, jugoslawischer Boxer (* 1951)
- 04. September: Ab McDonald, kanadischer Eishockeyspieler (* 1936)
- 04. September: Peter Röthig, deutscher Sportwissenschaftler (* 1928)
- 05. September: Karl Erb, Schweizer Sportjournalist (* 1926)
- 05. September: Diane Leather, britische Leichtathletin (* 1933)
- 06. September: Hans-Georg Pillarz, deutscher Boxer (* 1941)
- 14. September: Ethel Johnson, US-amerikanische Wrestlerin (* 1935)
- 16. September: Klaus Baess, dänischer Segler (* 1924)
- 23. September: Afërdita Tusha, albanische Sportschützin (* 1945)
- 24. September: Ivar Martinsen, norwegischer Eisschnellläufer und Sportfunktionär (* 1920)
- 24. September: Tommy McDonald, US-amerikanischer American-Football-Spieler (* 1934)

### Oktober
- 01. Oktober: Graciano Rocchigiani, deutscher Boxer (* 1963)
- 04. Oktober: Karl Mildenberger, deutscher Boxer (* 1937)
- 08. Oktober: Wajima Hiroshi, japanischer Sumō-Ringer (* 1948)
- 10. Oktober: Paavo V. Komi, finnischer Sportwissenschaftler (* 1939)
- 10. Oktober: Peter Ramseier, Schweizer Fußballspieler (* 1944)
- 11. Oktober: Dieter Kemper, deutscher Radrennfahrer (* 1937)
- 13. Oktober: Wilfried Micke, deutscher Tischtennisspieler (* 1943)
- 13. Oktober: Nikolai Pankin, sowjetischer Schwimmer (* 1949)
- 13. Oktober: Jim Taylor, US-amerikanischer American-Football-Spieler (* 1935)
- 14. Oktober: Patrick Baumann, Schweizer Sportfunktionär (* 1967)
- 15. Oktober: Helene Klonisch, deutsche Tischtennisspielerin (* 1937)
- 18. Oktober: Judit Magos, ungarische Tischtennisspielerin (* 1951)
- 18. Oktober: Dick Slater, US-amerikanischer Wrestler (* 1951)
- 21. Oktober: Ilie Balaci, rumänischer Fußballspieler und -trainer (* 1956)
- 22. Oktober: Boris Kokorew, russischer Sportschütze (* 1959)
- 22. Oktober: Arthur Schnabel, deutscher Judoka und Sumō-Ringer (* 1947)
- 25. Oktober: Dorothea Kreß, deutsche Leichtathletin (* 1924)
- 25. Oktober: Norman Sheil, englischer Radrennfahrer (* 1932)
- 25. Oktober: John Ziegler, US-amerikanischer Sportfunktionär (* 1934)
- 30. Oktober: Erika Mahringer, österreichische Skirennläuferin (* 1924)
- 31. Oktober: Ron Grable, US-amerikanischer Automobilrennfahrer (* 1933)

### November
- 01. November: Jurik Wardanjan, sowjetisch-armenischer Gewichtheber (* 1956)
- 03. November: Hans Kindermann, deutscher Jurist und Fußballfunktionär (* 1922)
- 05. November: Andreas Schweiger, deutscher Biathlet (* 1953)
- 07. November: Hannes Neumann, deutscher Basketballspieler und -trainer, Handballspieler sowie Sportwissenschaftler (* 1939)
- 10. November: Bert Onnes, niederländischer Tischtennisspieler und -trainer (* 1938)
- 12. November: Gary Belcher, US-amerikanischer Automobilrennfahrer (* 1940)
- 12. November: Kim Chul-hwan, koreanischer Taekwondo-Großmeister (* 1954)
- 12. November: David Pearson, US-amerikanischer Automobilrennfahrer (* 1934)
- 20. November: Dietmar Schwager, deutscher Fußballspieler (* 1940)
- 22. November: Soslan Andijew, sowjetischer bzw. ossetischer Ringer (* 1952)
- 23. November: Bernard Gauthier, französischer Radrennfahrer (* 1924)
- 24. November: Roland Peters, deutscher Eishockeyspieler (* 1951)
- 26. November: Suse Heinze, deutsche Kunstspringerin (* 1920)
- 27. November: Günter Gottlieb, deutscher Radsportler (* 1946)
- 28. November: Siegfried Vollrath, deutscher Fußballspieler und -trainer (* 1926)
- 29. November: Hans Maier, niederländischer Wasserballspieler und Schwimmer (* 1916)
- 29. November: Christine Muzio, französische Florettfechterin (* 1951)
- 30. November: Andreas Janc, österreichischer Skilangläufer (* 1938)

### Dezember
- 01. Dezember: Bernd Martin, deutscher Fußballspieler (* 1955)
- 02. Dezember: Fredi Pankonin, deutscher Handballtorwart (* 1927)
- 02. Dezember: Paul Sherwen, britischer Radrennfahrer und Radsportkommentator (* 1956)
- 03. Dezember: Markus Beyer, deutscher Boxer (* 1971)
- 03. Dezember: Josep Lluís Núñez, spanischer Fußballfunktionär (* 1931)
- 09. Dezember: Heinz Weisenbach, deutscher Eishockeyspieler und -trainer (* 1945)
- 11. Dezember: Helga Henning, deutsche Leichtathletin (* 1937)
- 13. Dezember: Bill Fralic, US-amerikanischer American-Football-Spieler (* 1962)
- 13. Dezember: Sheena Mackintosh, britische Skirennläuferin (* 1928)
- 15. Dezember: Milunka Lazarević, serbische Schachspielerin (* 1932)
- 17. Dezember: Jon Bluming, niederländischer Judoka und Karateka (* 1933)
- 18. Dezember: Shinobu Sekine, japanischer Judoka (* 1943)
- 18. Dezember: Bill Slater, englischer Fußballspieler (* 1927)
- 24. Dezember: Jozef Adamec, tschechoslowakischer bzw. slowakischer Fußballspieler und -trainer (* 1942)
- 27. Dezember: Sixto Jáuregui, peruanischer Karambolagespieler (* 1931)
- 28. Dezember: Jewgeni Simin, russischer Eishockeyspieler, -trainer und -scout (* 1947)
- 29. Dezember: Dick Dolack, US-amerikanischer American-Football-Schiedsrichter (* 1934)
- 31. Dezember: Peter Thompson, englischer Fußballspieler (* 1942)

### Datum unbekannt
- Hans Hinterholzer, österreichischer Skirennläufer und -trainer (* 1923)